# Анджей Кожиньський
А́нджей Вальдема́р Кожи́нський (пол. Andrzej Korzyński; 2 березня 1940, Варшава, Польща — 18 квітня 2022) — польський композитор, аранжувальник  і піаніст.

## Біографія
Анджей Вальдемар Кожиньський народився 2 березня 1940 року у Варшаві, Польща. У 1964 році закінчив Державну вищу школу музики у Варшаві (зараз Музичний університет Фридерика Шопена), де вивчав композицію і дирегування у класі професора Казімєжа Сікорського. У 1963 році Кожиньський став одним із співзасновників та керівником (до 1973) радіостудії «Ритм» (пол. Rytm). Триразовий переможець радіо-конкурсу «Пісня року» (у 1965, 1966 і 1974 роках).
Анджей Кожиньський є автором інструментальних композицій, музики до балетів, для театру, радіо та телебачення. Написав саундтреки до понад 120 кінофільмів. Дуже часто співпрацював з видатними польськими режисерами Анджеєм Жулавським та Анджеєм Вайдою. Від є автором музики, зокрема, до таких відомих фільмів Вайди, як «Людина з мармуру» (1974) та «Людина із заліза» (1981). Багато співпрацював також з зарубіжними кінематографістами, створивши музику для французьких, німецьких (Німецька Демократична Республіка) та радянських кінострічок.
У 1977 році на кінофестивалі у Гданську А. Кожиньський отримав нагороду за свою музику для фільму «Червоні колючки» (1976, реж. Юліан Дзедзіна).
Анджей Кожиньський є дійсним членом Академії польського кіно.
Анджей Кожиньський — батько польського композитора і сценариста Миколая Кожинського.

### Музика до фільмів
- 1968: Усе на продаж / Wszystko na sprzedaż (Польща)
- 1969: Вознесіння / Wniebowstąpienie (Польща)
- 1969: Охота на мух / Polowanie na muchy (Польща)
- 1970: Березняк / Brzezina (Польща)
- 1971: Агент № 1 / Agent nr 1 (Польща)
- 1971: Декамерон 40 (новела «Маттео Фальконе») / Dekameron 40 czyli cudowne przytrafienie pewnego nieboszczyka (Польща)
- 1971: Третя частина ночі / Trzecia część nocy (Польща)
- 1972: Метелик / Motyle (Польща)
- 1972: Дорога в місячному світлі / Droga w świetle księżyca (Польща)
- 1972: Диявол / Diabel (Польща)
- 1972: Порятунок / Ocalenie (Польща)
- 1973: У пустелі і джунглях / W pustyni i w puszczy (Польща)
- 1974: Не кохатиму тебе / Nie będę cię kochać (Польща)
- 1974: Пам'ятай ім'я своє / Помни имя своё (СРСР, Польща)
- 1974: Тут крутих немає / Nie ma mocnych (Польща)
- 1974: Це я убив / To ja zabiłem (Польща)
- 1975: Доктор Юдим / Doktor Judym (Польща)
- 1975: Залізний нашийник / Żelazna obroża (Польща)
- 1975: Гравці / Hazardziści (Польща)
- 1975: Складність почуттів / Zawiłości uczuć (Польща)
- 1976: Велика система / Wielki układ (Польща)
- 1976: Коротке життя / Krótkie życie (Польща, Чехословаччина)
- 1976: Червоні колючки / Czerwone ciernie (Польща)
- 1976: Пароль / Password / Hasło (Польща)
- 1976: Людина з мармуру / Człowiek z marmuru (Польща)
- 1977: Круглий тиждень / Okrągły tydzień (Польща)
- 1977: Кохай або кинь / Kochaj albo rzuć (Польща, США)
- 1977: Невиправна Барбара / Die Unverbesserliche Barbara (НДР)
- 1978: Акварель / Akwarele (Польща)
- 1978: Диявол / Bestia (Польща)
- 1978: Йорг Ратгеб — художник / Jörg Ratgeb — Painter (Німеччина)
- 1978: Мертві кидають тінь / Umarli rzucają cień (Польща)
- 1978: Особливих прикмет немає / Особых примет нет (СРСР, Польща, НДР)
- 1979: Довгий шлях / …Droga daleka przed nami… (Польща)
- 1979: Зелені роки / Zielone lata (Польща)
- 1979: Уранішні зірки / Gwiazdy poranne (Польща)
- 1980: Олімпіада 40 / Olimpiada 40 (Польща)
- 1980: Смертний вирок / Wyrok śmierci (Польща)
- 1981: Амністія / Amnestia (Польща)
- 1981: Одержима / Possession (Франція, ФРН)
- 1981: Людина із заліза / Człowiek z żelaza (Польща)
- 1982: Вверх ногами / Do góry nogami (Польща)
- 1982: Великий Шу / Wielki Szu (Польща)
- 1983: Академія пана Ляпки / Академия пана Кляксы (СРСР, Польща)
- 1983: Данина сірого дня / Haracz szarego dnia (Польща)
- 1983: Помилка старого чарівника / Zauber um Zinnober (НДР)
- 1984: День колібрі / Dzień kolibra (Польща)
- 1984: Око пророка / Przeklęte oko proroka (Болгарія, Польща)
- 1984: Згідно з волею Твоєю / Wedle wyroków twoich… (Польща, ФРН, Західний Берлін)
- 1985: Останній рейс «Надії» / Porwanie (Болгарія, Польща)
- 1985: Подорож пана Ляпки / Путешествие пана Кляксы (СРСР, Польща)
- 1986: Перстень і троянда / Pierścień i róża (Польща)
- 1986: Тюльпан / Tulipan (Польща)
- 1987: На срібній планеті / Na srebrnym globie (Польща)
- 1987: П'ять жінок на тлі моря / Пет жени на фона на морето (Болгарія, Польща)
- 1988: Господь Бог хихикає / Chichot Pana Boga (Польща)
- 1988: Пан Ляпка в космосі / Pan Kleks w kosmosie (Польща, Чехословаччина)
- 1989: Мої ночі прекрасніші за ваші дні / Mes nuits sont plus belles que vos jours (Франція)
- 1989: Тричі народжений / Urodzony po raz trzeci (Польща)
- 1990: Янка / Janka (Німеччина, Польща)
- 1996: Дівчинка ніхто / Panna Nikt (Польща)
- 1996: Історія про майстра Твардовського / Dzieje mistrza Twardowskiego (Польща)
- 1996: Шаманка / Szamanka (Польща, Франція, Швейцарія)
- 1999: Європейські тигри / Tygrysy Europy (Польща)
- 2000: Вірність / La Fidélité (Франція)
- 2004: Кабани / Dziki (Польща)
- 2005: Прибули улани… / Przybyli ułani… (Польща)
- 2015: Космос / Cosmos (Португалія, Франція)